# Rodine pri Trebnjem
Rodine pri Trebnjem – wieś w Słowenii, w gminie Trebnje. W 2018 roku liczyła 80 mieszkańców.